# Thraciidae
Famille
Synonymes
- famille Osteodesmatidae Couthouy, 1839[2]
- sous-famille Asthenothaerinae P. Fischer, 1887[2]

Les Thraciidae sont une famille de mollusques bivalves de l'ordre des Pholadomyoida.

## Liste des genres
Selon World Register of Marine Species (10 décembre 2018) :
- genre Asthenothaerus Carpenter, 1864
- genre Barythaerus B. A. Marshall, 2002
- genre Bushia Dall, 1886
- genre Cetothrax Iredale, 1949
- genre Cyathodonta Conrad, 1849
- genre Lampeia MacGinitie, 1959
- genre Parvithracia Finlay, 1926
- genre Pelopina M. Huber, 2010
- genre Phragmorisma Tate, 1894
- genre Pseudocyathodonta Coan, 1990
- genre Skoglundia Coan, 1990
- genre Thracia Blainville, 1824
- genre Thracidentula Garrard, 1961
- genre Thracidora Iredale, 1924
- genre Thraciopsis Tate & May, 1900
- genre Trigonothracia Yamamoto & Habe, 1959